# Tour de Talamonaccio
La tour de Talamonaccio (en italien : Torre di Talamonaccio) est située sur le Poggio Talamonaccio dans la commune d'Orbetello, qui ferme au sud le golfe de Talamone, dominant la plage de Bengodi. La fortification est située près d'une zone où de nombreuses découvertes étrusques et romaines ont été trouvées.

## Histoire

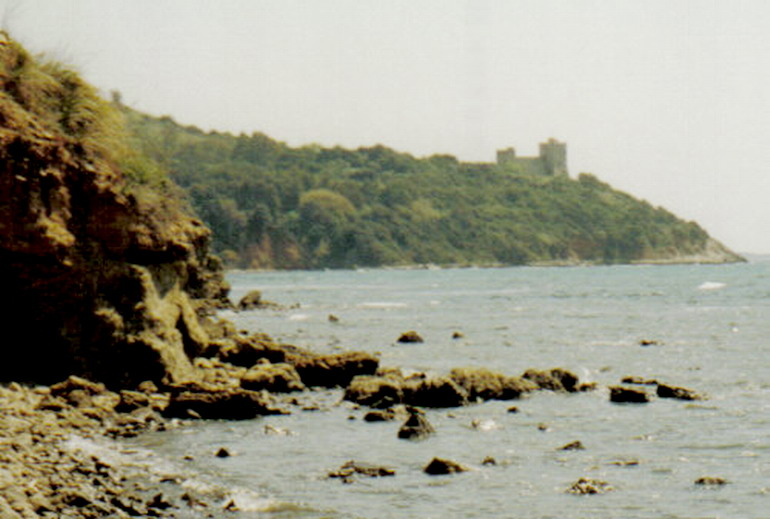
La tour vue de la mer.

Le complexe fortifié a été construit à l'époque médiévale comme tour de guet le long de la côte au sud de Talamone, lorsque le territoire était encore contrôlé par les Aldobrandeschi.
Après être passée sous la république de Sienne, dans la seconde moitié du XVIe siècle, la structure passa aux Espagnols qui, après avoir effectué des travaux de rénovation pour l'agrandir et la fortifier davantage, l'intégrèrent au système de défense côtière de l'État des Présides, afin de pouvoir communiquer, par des signaux visuels, avec la forteresse de Talamone et avec le fort des Salines.
Dans la première moitié du XIXe siècle, le complexe est progressivement abandonné à la suite de l'annexion de l'ensemble du territoire au grand-duché de Toscane ; dans les décennies suivantes, il a été transformé en résidence privée, toujours présent à côté de bâtiments plus récents.